# Caecostenetroides mooreus
Caecostenetroides mooreus är en kräftdjursart som beskrevs av Mueller 1991. Caecostenetroides mooreus ingår i släktet Caecostenetroides och familjen Gnathostenetroidae. Inga underarter finns listade i Catalogue of Life.